# Со Крик (Пенсилванија)
Со Крик (енгл. Saw Creek) насељено је место без административног статуса у америчкој савезној држави Пенсилванија.

## Демографија
По попису из 2010. године број становника је 4.016.
| Група             | 2000.    | 2010.         |
| Белци             | 0 (0,0%) | 1.839 (45,8%) |
| Афроамериканци    | 0 (0,0%) | 1.093 (27,2%) |
| Азијати           | 0 (0,0%) | 123 (3,1%)    |
| Хиспаноамериканци | 0 (0,0%) | 959 (23,9%)   |
| Укупно            | 0        | 4.016         |